# Cap-independent Translation Element
Ein Cap-independent Translation Element (CITE oder 3'CITE, zu deutsch Cap-Struktur-unabhängiges Translationselement) ist eine bestimmte RNA-Sequenz in der 3'UTR von einigen pflanzenpathogenen RNA-Viren.

## Eigenschaften
In Eukaryoten dient die Cap-Struktur am 5'-Ende der mRNA der Einleitung der Proteinbiosynthese. In manchen RNA-Viren kommen alternative Mechanismen vor, z. B. IRES oder CITE. Durch die alternativen Mechanismen werden entweder die 60S-Untereinheit des Ribosoms oder Translations-Initiationsfaktoren (z. B. eIF4E) gebunden. Das CITE in manchen Viren führt zu einer Annäherung des 5'- und des 3'-UTRs.
In der RNA2 des red clover necrotic mosaic virus (RCNMV) ist das CITE zudem essentiell für die Replikation der viralen RNA negativer Polarität.
CITE können nach ihrem Aufbau in verschiedene Typen eingeteilt werden:
| Struktur                                       | Beispiel                                           |
| ---------------------------------------------- | -------------------------------------------------- |
| TED (translation enhancer domain)              | Satellite tobacco necrosis virus (STNV)            |
| BTE (BYDV-like translation element)            | Barley yellow dwarf virus (BYDV)                   |
| PTE (PMV-like translation element)             | Hirse-Mosaik-Virus (en. Panicum mosaic virus, PMV) |
| TSS (T-shaped structure, ‚T-förmige Struktur‘) | Turnip crinkle virus (TCV)                         |
| Y-förmig                                       | Tomato bushy stunt virus (TBSV)                    |
| I-förmig                                       | Maize necrotic streak virus (MNeSV)                |